# سارة كوك (لاعبة الاسكواش)
سارة كوك (بالإنجليزية: Sarah Cook) هي لاعبة الاسكواش نيوزيلندية، ولدت في 13 فبراير 1975 في كرايستشرش في نيوزيلندا.

## وصلات خارجية
- سارة كوك على موقع SquashInfo.com (الإنجليزية)
- سارة كوك على موقع اتحاد ألعاب الكومنولث (مؤرشف) (الإنجليزية)